# All Saints, South Elmham
All Saints, South Elmham is een gehucht in de civil parish All Saints and St. Nicolas, South Elham in het Waveney district van het Engelse graafschap Suffolk. Het is het kleinste van een groepje dorpen dat All Saints genoemd wordt.
De dorpskerk, die dateert uit de elfde eeuw, ligt buiten de overige bebouwing in de velden en is slechts bereikbaar over een voetpad. Het is er een van de achtendertig in Suffolk met een ronde toren. In 1870 werd ze sterk gemoderniseerd. Er zijn geen geregelde erediensten maar de kerk is dag en nacht open.

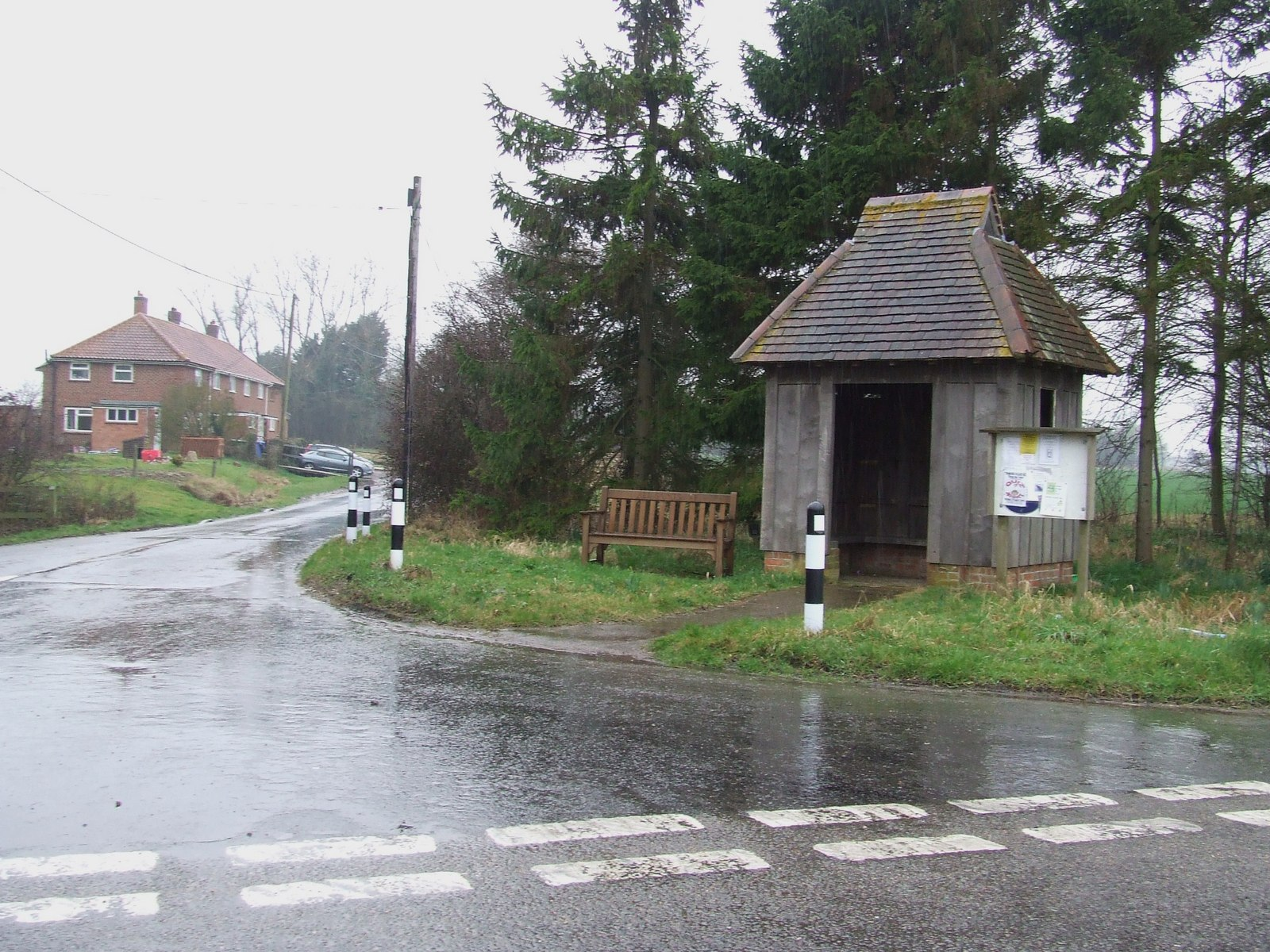
Bushalte